# Borovë
Borovë – wieś położona w południowo-wschodniej części Albanii w gminie Qendër Ersekë. Wieś znajduje się 133 kilometrów od stolicy państwa, Tirany.